# Umzumbe
Umzumbe (officieel Umzumbe Local Municipality) is een gemeente in het Zuid-Afrikaanse district Ugu.
Umzumbe ligt in de provincie KwaZoeloe-Natal en telt 160.975 inwoners.

## Hoofdplaatsen
Het nationaal instituut voor de statistiek, Stats SA, deelt sinds de census 2011 deze gemeente in in 92 zogenaamde hoofdplaatsen (main place):
Amahwaqa • Berea • Bhekameva • Cathula • Deyi • Dibi • Dingimbiza • Dunusa • Dunuse • Elupepeni • Enhlangwini • Enkulu • Ensiyameni • Gcwalemini • Glabhane • Goba • Gobhamehlo • Gqayinyanga • Gubhugubhu • Gubhuza • Gugha • Gumatane • Hlanzeni • Infomfo • Inkulu • Inyonyana • Isangqu • Isiqunga • Ixopo • KwaBombo • KwaDweshula • KwaMagugu • KwaMaqikizane • KwaNjongoma • KwaNtumeni • Maqikizane • Mathulini • Mawuleni • Mayekeni • Mbiyane • Mbonje • Mehlomnyama • Mgezankamba • Mhlabatshane • Mnamfu • Mpikanisweni • Mthaleni • Mthwalume • Mvuzane • Ncane • Ndlovuzulu • Ndumakude • Ndunge • Ndwebu • Ngcazolo • Ngcengesi • Ngoleleni • Ngomakazi • Ngwenda • Nhlalwane • Nhlengesi • Nkalokazi • Nkangala • Nomageje • Nomakhanzana • Ntabakucasha • Ntabazu • Ntenguland • Nyavini • Nyonyana • Odeke • Oshamba • Phongolo • Qoloqolo • Quha • Rosettenville • Sipofu • Sosibo • Sunduza • Thaleni • The Ridge • Thembelihle • Thendeni • Thuntutha • Thuthuka • Umgai • Umgayi • Umzumbe NU • Velumemeze • Wowana.